# Stazione meteorologica di Bra
La stazione meteorologica di Bra è la stazione meteorologica di riferimento relativa alla località di Bra.

## Coordinate geografiche
Attiva dal 1859, la stazione meteo si trova nell'Italia nord-occidentale, in Piemonte, in provincia di Cuneo, nel comune di Bra, a 308 metri s.l.m. e alle coordinate geografiche 44°42′N 7°52′E.

## Dati climatologici
In base alla media del trentennio di riferimento climatico 1961-1990, la temperatura media del mese più freddo, gennaio, si attesta a +1,0 °C; quella del mese più caldo, luglio, è di +23,7 °C.
Le precipitazioni medie annue  si aggirano sui 750 mm, mediamente distribuite in 73 giorni, con minimo in inverno ed estate e picco in primavera ed autunno.
La nuvolosità media annua si attesta a 4 okta giornalieri, con valore minimo di 2,3 okta a luglio e un valore massimo di 5,1 okta a novembre, .
| Bra                         | Mesi | Mesi | Mesi | Mesi | Mesi | Mesi | Mesi | Mesi | Mesi | Mesi | Mesi | Mesi | Stagioni | Stagioni | Stagioni | Stagioni | Anno |
| Bra                         | Gen  | Feb  | Mar  | Apr  | Mag  | Giu  | Lug  | Ago  | Set  | Ott  | Nov  | Dic  | Inv      | Pri      | Est      | Aut      | Anno |
| --------------------------- | ---- | ---- | ---- | ---- | ---- | ---- | ---- | ---- | ---- | ---- | ---- | ---- | -------- | -------- | -------- | -------- | ---- |
| T. max. media (°C)          | 3,7  | 6,4  | 11,5 | 17,0 | 22,1 | 26,2 | 28,8 | 27,4 | 23,0 | 15,9 | 9,3  | 5,4  | 5,2      | 16,9     | 27,5     | 16,1     | 16,4 |
| T. min. media (°C)          | −1,7 | −0,2 | 3,9  | 8,3  | 12,4 | 16,5 | 18,7 | 18,0 | 15,0 | 9,4  | 4,3  | 0,5  | −0,5     | 8,2      | 17,7     | 9,6      | 8,8  |
| Nuvolosità (okta al giorno) | 3,6  | 4,6  | 4,6  | 4,0  | 3,6  | 3,5  | 2,3  | 3,4  | 4,0  | 4,6  | 5,1  | 4,9  | 4,4      | 4,1      | 3,1      | 4,6      | 4,0  |
| Precipitazioni (mm)         | 23   | 34   | 59   | 86   | 60   | 67   | 53   | 47   | 66   | 91   | 87   | 68   | 125      | 205      | 167      | 244      | 741  |
| Giorni di pioggia           | 4    | 5    | 7    | 8    | 7    | 8    | 5    | 4    | 5    | 8    | 6    | 6    | 15       | 22       | 17       | 19       | 73   |